# 파이널 데스티네이션 4
《파이널 데스티네이션 4》(영어: The Final Destination 혹은 Final Destination 4)는 2009년 개봉한 미국의 3D 초자연 공포 영화이다. 파이널 데스티네이션 시리즈 네 번째 작품이며, 《파이널 데스티네이션 3》(2006)의 속편이다.
시리즈 가운데 가장 높은 수익을 올렸으나 평단으로부터 대체로 부정 평가를 받았다.
속편 《파이널 데스티네이션 5》(2011)로 이어진다.

## 줄거리
닉은 친구들과 자동차 경주를 관람하던 중 대형 사고를 예지하면서 공황 상태에 빠지고 이를 큰 소리로 떠들다가 주변 관중들과 시비가 붙는다. 이 싸움에 얽혀 경기장에서 미리 빠져나온 사람들은 죽음을 피한다. 생존자들은 닉을 영웅으로 치켜세우지만 곧 이들에게 차례로 죽음이 찾아온다.

## 출연진
- 보비 캠포 - 닉 오배넌 역
- 샨텔 밴샌튼 - 로리 밀리건 역
- 닉 재노 - 헌트 위노스키 역
- 헤일리 웨브 - 재닛 커닝햄 역
- 마이클티 윌리엄슨 - 조지 랜터 역
- 크리스타 앨런 - 서맨사 레인 역
- 앤드루 피셀라 - 앤디 큐저 역
- 스테퍼니 오너레이 - 나디아 몬로이 역
- 라라 그라이스 - 신시아 대니얼스 역